# Leucodon arbuscula
Leucodon arbuscula là một loài Rêu trong họ Leucodontaceae. Loài này được Welw. & Duby mô tả khoa học đầu tiên năm 1872.